# Hình Loan
Hình Loan (giản thể: 邢峦; phồn thể: 邢巒; bính âm: Xíng Luán, 463 – 514), tên tự là Hồng Tân, người huyện Hương, quận Hà Gian, tướng lĩnh nhà Bắc Ngụy trong lịch sử Trung Quốc.

## Thân thế
Tổ 5 đời của Loan là Hình Hỗ, được vua Hậu Triệu là Thạch Lặc thời Ngũ Hồ thập lục quốc nhiều lần gọi mà không đến. Hỗ không có con, kỵ của Loan là Hình Cái ở ngành thứ được kế tự.
Ông của Loan là Hình Dĩnh, tự Tông Kính, nhờ học vấn mà nổi tiếng. Thời Bắc Ngụy Thái Vũ đế, cùng người Phạm Dương là Lư Huyền, người Bột Hải là Cao Doãn đồng thời được triệu. Sau bái làm Trung thư thị lang, Giả thông trực thường thị, Ninh sóc tướng quân, Bình Thành tử, vâng mệnh đi sứ Lưu Tống. Dĩnh có bệnh nên quay về quê nhà. Bẵng đi một thời gian, Thái Vũ đế nhớ đến, hỏi quần thần: "Còn nhớ Hình Dĩnh là bậc trưởng giả, có học thức, nên làm Thị giảng Đông Cung, nay người ấy ở đâu?" Tư đồ Thôi Hạo đáp: "Dĩnh bệnh nằm ở nhà." Thái Vũ đế sai thái y đến chữa trị. Mất, được tặng Quan quân tướng quân, Định Châu thứ sử, thụy là Khang.
Cha của Loan là Hình Tu Niên, làm đến Châu chủ bộ.

## Sự nghiệp

### Thời Hiếu Văn đế
Loan từ nhỏ hiếu học, vác túi tìm thầy, nhà nghèo nhưng gắng gỏi, nên đọc khắp các sách vở. Có văn tài và mưu lược, mày râu đẹp đẽ, gương mặt khôi ngô. Châu quận dâng biểu tiến cử, triều đình bái làm Trung thư bác sĩ, thăng làm Viên ngoại tán kỵ thị lang, được Hiếu Văn đế khen ngợi. Kiêm Viên ngoại tán kỵ thường thị, đi sứ Nam Tề. Trở về, bái làm Thông trực lang, chuyển làm Trung thư thị lang, rất được xem trọng, thường tham gia bàn bạc chính sự.
Đế trong lúc "hành dược"  đi đến phía nam phủ Tư không, thấy nhà của Loan, sai sứ nói với ông rằng: "Buổi sáng hành dược đến đây, gặp nhà của khanh thì dừng lại, nhìn sang phía đông là Đức quán, cảm thấy như xưa!" Loan đáp rằng: "Bệ hạ di dời kinh thành, hòng kiến lập cơ nghiệp muôn đời, ý thần muốn cùng nước Ngụy thăng giáng, sao có thể không làm nhà ở vị trí thật tốt!?" Đế nói với tư không Mục Lượng, bộc xạ Lý Xung: "Lời này của Loan, chí không nhỏ đâu!"
Hữu tư tâu việc sách  Tú, Hiếu , có chiếu rằng: "Tú, hiếu cần lắm học vấn, qua nhiều vòng sát hạch khác nhau. Hình Loan tài năng lại trong sạch, có thể làm được Sách tú." Sau đó được kiêm Hoàng môn lang.
Loan tòng chinh Hán Bắc, được nhận chức Hoàng môn, kiêm Ngự sử trung úy, Doanh Châu đại trung chánh, thăng làm Tán kỵ thường thị, kiêm Thượng thư.

### Thời Tuyên Vũ đế

#### Tấn công Hán Trung
Đầu thời Tuyên Vũ đế, thương nghiệp phát triển, Loan dâng sớ can ngăn "trọng thóc lụa khinh vàng bạc", vì "thóc lụa có thể yên nước nuôi dân, còn vàng bạc là vật gây lãng phí tổn đức". Đế nghe theo, cho ông thực thụ Thượng thư, thường thị như cũ.
Tháng 12 nhuận năm Chánh Thủy đầu tiên (504), Lương, Tần 2 Châu hành sự Hạ Hầu Đạo Thiên của nhà Lương dâng Hán Trung xin nội phụ, có chiếu gia chức cho Loan làm Sứ trì tiết, Đô đốc chinh Lương Hán chư quân sự, Giả trấn tây tướng quân, được tùy nghi làm việc. Ông đến Hán Trung, Bạch Mã về phía tây vẫn chưa quy thuận, sai bọn Ninh viễn tướng quân Dương Cử, Thống quân Dương Chúng Ái, Phiếm Hồng Nhã  lãnh 6000 quân đánh dẹp. Quân Bắc Ngụy đi đến đâu, nơi ấy đều khoản xin phụ thuộc, chỉ có Bổ Cốc thú chủ Hà Pháp Tĩnh giữ thành chống lại. Bọn Cử tiến đánh, Pháp Tĩnh tan chạy, quân Ngụy thừa thắng đuổi đến dưới Quan Thành . Kẻ lưu dân (ngờ là) Long tương tướng quân Lý Thị Thúc dâng thành đầu hàng. Bọn Phụ quốc tướng quân Nhiệm Tăng Ấu hơn 30 tướng của nhà Lương đưa hơn 7000 hộ dân ở Nam An, Quảng Trường, Đông Lạc, Đại Hàn, Vũ Thủy, Trừ Khẩu, Bình Khê, Dũng Cốc đến quy hàng. Bọn Bình tây tướng quân Lý Thiên Tứ, Tấn Thọ thái thú Vương Cảnh Dận của nhà Lương nắm 7000 quân, đóng đồn ở Thạch Đình. Thống quân Hàn Đa Bảo đưa quân đi đánh, phá được tiền quân Triệu Bái của Thiên Tứ, bắt chém 1300 người. Sai Thống quân Lý Nghĩa Trân dẹp Tấn Thọ, Cảnh Dận bỏ trốn. Có chiếu khen ngợi, bái Loan làm Sứ trì tiết, An tây tướng quân, Lương, Tần 2 châu thứ sử.
Ba Tây thái thú Bàng Cảnh Dân của nhà Lương cậy xa xôi không hàng, Loan sai Ba Châu thứ sử Nghiêm Huyền Tư đi đánh, chém Cảnh Dân, Ba Tây bình xong. Nhà Lương sai bọn Quan quân tướng quân Khổng Lăng soái 2 vạn quân, đóng đồn ở Thâm Khanh, Quan quân tướng quân Lỗ Phương Đạt giữ chắc Nam An, Quan quân tướng quân Nhiệm Tăng Bao, Phụ quốc tướng quân Lý Quyến đồn thú Thạch Đồng. Thống quân Vương Túc của Loan ở nhiệm sở đánh phá được, bêu đầu Phụ quốc tướng quân Nhạc Bảo Minh, Ninh sóc tướng quân Lý Bá Độ, Long tương tướng quân Lý Tư Hiền, quân Lương lui về giữ Hồi Xa Sách. Túc lại tiến đánh Phụ quốc tướng quân Phạm Tuấn, bắt sống và chém chét đến mấy vạn. Bọn Khổng Lăng thu thập tàn quân, chạy về Bảo Tử Đồng, Túc lại phá được, chém Phụ quốc tướng quân Phù Bá Độ, quân Lương bị giết và chết đuối hơn vạn người. Ông mở mang bờ cõi, ổn định cư dân, từ đông sang tây 700 dặm, từ nam sang bắc ngàn dặm, giành được 14 quận, 2 bộ Hộ quân cùng các huyện thú, rồi uy hiếp Phù Thành.
Loạn 2 lần dâng biểu xin đánh Thục, Tuyên Vũ đế đều không đồng ý, lại lệnh cho Vương Túc rút quân khỏi Phù Thành.
Loan giành được Ba Tây, sai Quân chủ Lý Trọng Thiên giữ lấy. Trọng Thiên bắt được con gái nuôi của tướng nhà Lương là Trương Pháp, có nhan sắc, đâm ra mê mẩn; bỏ bê công việc, chỉ lo vui chơi. Loan nghiến răng căm giận, Trọng Thiên sợ, mưu phản, người trong thành chém đầu ông ta, dâng thành đầu hàng tướng nhà Lương là Tiếu Hi Viễn, thế là mất Ba Tây. Người Đê ở Vũ Hưng là bọn Dương Tập Khởi làm loạn, Loan sai Thống quân Phó Thụ Nhãn đi dẹp. Ông mới đến Hán Trung, tỏ ra phong nhã, đối với hào tộc có lễ nghĩa, đối với nhân dân có ân huệ. Sau hơn một năm, gặp lúc trăm họ bỏ đi, Loan trị tội mà giết sạch, thân nhân bị bắt làm nô tỳ hơn 200 người; lại thu tóm việc buôn bán, ai cũng khinh bỉ. Ông được triệu về làm Độ chi thượng thư.

#### Bình định Duyện Châu
Năm Chánh Thủy thứ 3 (506), quân nhà Lương xâm phạm Từ, Duyện, các tướng lãnh biên thùy nối nhau thất bại, triều đình lo lắng, bèn lấy Loan làm Sứ trì tiết, Đô đốc Đông thảo chư quân sự, An đông tướng quân, thượng thư như cũ. Tuyên Vũ đế úy lạo ông ở Đông đường.
Trước đó, Phụ quốc tướng quân Tiêu Cập Tiên của nhà Lương soái 2 vạn, hạ được Cố Thành; bọn Quan quân tướng quân Lỗ Hiển Văn, Kiêu kỵ tướng quân Tương Văn Ngọc soái 1 vạn, đóng đồn Cô Sơn; bọn Giác Niệm soái 1 vạn quân, nhiễu loạn Quy Mông, thổ dân hưởng ứng, 17 tuổi đã nhập ngũ. Loan sai Thống quân Phàn Lỗ dẹp Văn Ngọc, biệt tướng Nguyên Hằng đánh Cố Thành, Thống quân Tất Tổ Hủ dẹp Giác Niệm. Phàn Lỗ đại phá bọn Văn Ngọc, đuổi theo hơn 80 dặm, chém hơn 4000 thủ cấp. Nguyên Hằng lại phá Cố Thành, Tất Tổ Hủ quay lại phá bọn Niệm, Duyện Châu bình xong. Loan phá tướng nhà Lương là Lam Hoài Cung ở Tuy Khẩu, tiến vây Túc Dự. Bọn Hoài Cung quay lại đắp thành ở bờ nam Thanh Thủy, hòng cắt đứt đường thủy lục. Ông đích thân soái các cánh quân từ bờ nam mà tiến, sai Bình nam tướng quân Dương Đại Nhãn ở mặt bắc ép lại, bọn Thống quân Lưu Tư Tổ đến mép nước làm bè, đốt thuyền, phảng của địch. Các cánh quân Ngụy cùng tiến, nhổ rào lấp hào, trèo lên thành. Quân Ngụy nổi lửa giữa sông, 4 mặt cùng đánh, hạ được thành địch, bắt và giết mấy vạn người. Lam Hoài Cung bị chém tại trận, các chức Liệt hầu, Liệt tướng, Trực cáp, Trực hậu của ông ta hơn 30 người bị bắt, bắt chém vạn tên địch. Bình xong Túc Dự, Tiêu Lệ ở Hoài Dương cũng lui chạy, quân Ngụy lấy được hơn 40 vạn thạch gạo của 2 đồn thú này.

#### Phản đối nam chinh
Tuyên Vũ đế hạ chiếu khen ngợi, lệnh cho ông đưa 2 vạn quân vượt sông Hoài, kết thành thế ỷ giốc với quân đội chinh nam, tiến đánh Lương Thành. Đến khi quân nhà Lương thua chạy khỏi Lương Thành, Trung Sơn vương Nguyên Anh thừa thắng tấn công Chung Li, Đế lại hạ chiếu cho ông đưa quân đến hội họp với Nguyên Anh. Loan dâng biểu can ngăn, cho rằng Chung Li bị sông Hoài cách trở, không dễ mà đánh được, đánh được cũng không giữ được; rồi từ chối tiến quân, còn đề nghị giao quân đội của mình cho Nguyên Anh. Đế lại hạ chiếu trách ông trù trừ làm lỡ quân cơ, còn Loan thì mấy lần dâng biểu xin về, Đế bèn đáp ứng. Quả nhiên Nguyên Anh đại bại bỏ chạy, người đương thời đều khâm phục Loan có kiến thức hơn người.
Từ trước, Loan cùng Thị trung Lư Sưởng có mâu thuẫn, Sưởng và Nguyên Huy đều được Đế sủng hạnh. Ngự sử trung úy Thôi Lượng cùng phe với Sưởng, Sưởng và Huy lện cho Lượng đàn hặc Loan, việc thành thì hứa sẽ tâu với Đế cho Lượng làm Thị trung. Vì thế Lượng tấu rằng Loan ở Hán Trung bắt ép bình dân làm nô tỳ. Ông sợ bị hãm hại, bèn đem hơn 20 đứa nữ nô của Ba Tây thái thú Bàng Cảnh Dân cho Huy. Vài trong số ấy có nhan sắc, Huy yêu lắm, nên phản bội Sưởng mà tâu rằng: "Loan mới có công lớn, nên bỏ qua lỗi nhỏ, không cần giam vào ngục làm gì!" Đế đồng ý. Cao Triệu cho rằng ông đánh giặc có công, lại bị bọn Sưởng bài xích, giúp Loan giãi bày, nên không bị bắt tội.

#### Bình định Dự Châu
Tháng 10 năm Vĩnh Bình đầu tiên (508), dân thành Dự Châu là Bạch Tảo Sanh giết thứ sử Tư Mã Duyệt, dâng thành hàng Lương. Nhà Lương phái Quan quân tướng quân Tề Cẩu Nhi đưa quân vào chiếm cứ Huyền Hồ. Có chiếu cho Loan làm Trì tiết soái tinh kỵ Vũ Lâm đi dẹp, phong tước Bình Thư huyện Khai quốc bá, thực ấp 500 hộ, gọi là thưởng công trận Túc Dự vậy. Đế úy lạo ông ở Đông đường.
Loan soái 800 kỵ binh, ngày đêm không nghỉ, 5 ngày là đến Vu Bảo khẩu. Tướng Lương là Hồ Hiếu Trí soái 7000 quân, bỏ lại thành 200, đón đánh quân Ngụy. Loan đánh phá Hiếu Trí, thừa thắng tiến đến Huyền Hồ. Quân Lương ra thành chống cứ, ông lại phá được, nhân đó lập tức vượt sông Nhữ. Tiếp đó đại quân Bắc Ngụy kéo đến, bèn đắp lũy dài để vây thành. Có chiếu gia chức cho Loan làm Sứ trì tiết, Giả trấn nam tướng quân, Đô đốc Nam thảo chư quân sự. Chinh nam tướng quân, Trung Sơn vương Nguyên Anh dẹp 3 cửa quan ở phía nam, cũng đến Huyền Hồ, cho rằng hậu quân chưa đến, quân nhà Lương trước mặt lại nhiều, sợ không dám tiến, bèn cùng Loan chia nhau làm thế ỷ giốc mà đánh. Bọn Tề Cẩu Nhi 21 người mở cửa ra hàng, lập tức chém bọn Tảo Sanh vài mươi người. Bình xong Dự Châu, Loan đưa quân về kinh sư. Đế úy lạo ông ở Đông đường.

## Cái chết
Loan từ sau chiến thắng Túc Dự, đến khi bình định Huyền Hồ, lập chí sửa đức, không còn xem trọng tiền bạc, thanh sắc, cũng không chiếm dụng quân nhu, vật tư. Được thăng làm Điện trung thượng thư, gia thụ Phủ quân tướng quân. Năm Duyên Xương thứ 3 (514), bạo bệnh mà mất, được 51 tuổi. Ông tài kiêm văn võ, trong triều ngoài cõi ngưỡng mộ, trên dưới đều thương tiếc. Có chiếu ban 400 xúc lụa, một bộ triều phục, tặng Xa kỵ đại tướng quân, Doanh Châu thứ sử.
Ban đầu, Đế muốn tặng Ký Châu, nhưng Hoàng môn Chân Sâm trước đây từng bị Loan đàn hặc, vì thế nói: "Doanh Châu là quê nhà của Hình Loan, lòng người hướng về." Đế nghe theo. Khi Chân Sâm làm chiếu thư, vì thế nói "nên tặng Xa kỵ tướng quân, Doanh Châu thứ sử", người đời đàm luận đều cười sự hẹp hòi của Chân Sâm. Thụy là Văn Định.